# Sphinx chishimensis
Sphinx chishimensis är en fjärilsart som beskrevs av Matsumura 1929. Sphinx chishimensis ingår i släktet Sphinx och familjen svärmare. Inga underarter finns listade i Catalogue of Life.